# Шерловогорское городское поселение
Городско́е поселе́ние «Шерловогорское» — муниципальное образование в Борзинском районе Забайкальского края Российской Федерации.
Административный центр — пгт Шерловая Гора.

## История
Статус и границы городского поселения установлены Законом Читинской области от 19 мая 2004 года «Об установлении границ, наименований вновь образованных муниципальных образований и наделении их статусом сельского, городского поселения в Читинской области».

## Население
| 2009    | 2010    | 2011    | 2012    | 2013    | 2014    | 2015    |
| ------- | ------- | ------- | ------- | ------- | ------- | ------- |
| 14 463  | ↘12 489 | ↗12 506 | ↘12 464 | ↗12 476 | ↘12 385 | ↘12 349 |
| 2016    | 2017    | 2018    | 2019    | 2020    | 2021    |         |
| ↘12 298 | ↘12 132 | ↘12 078 | ↘11 862 | ↘11 702 | ↘10 335 |         |

## Состав городского поселения
| № | Населённый пункт | Тип населённого пункта      | Население |
| - | ---------------- | --------------------------- | --------- |
| 1 | Шерловая Гора    | пгт, административный центр | ↘10 335   |